# Metapocyrtus bronsi
Metapocyrtus bronsi — вид жуків родини довгоновиків (Curculionidae). Описаний у 2020 році.

## Назва
Видова назва bronsi з мови мандая перекладається як «бронзовий».

## Поширення
Ендемік Філіппін. Виявлений на схилах гори Гамігітан в провінції Східне Давао на сході острова Мінданао. 